# Ausstellungskatalog

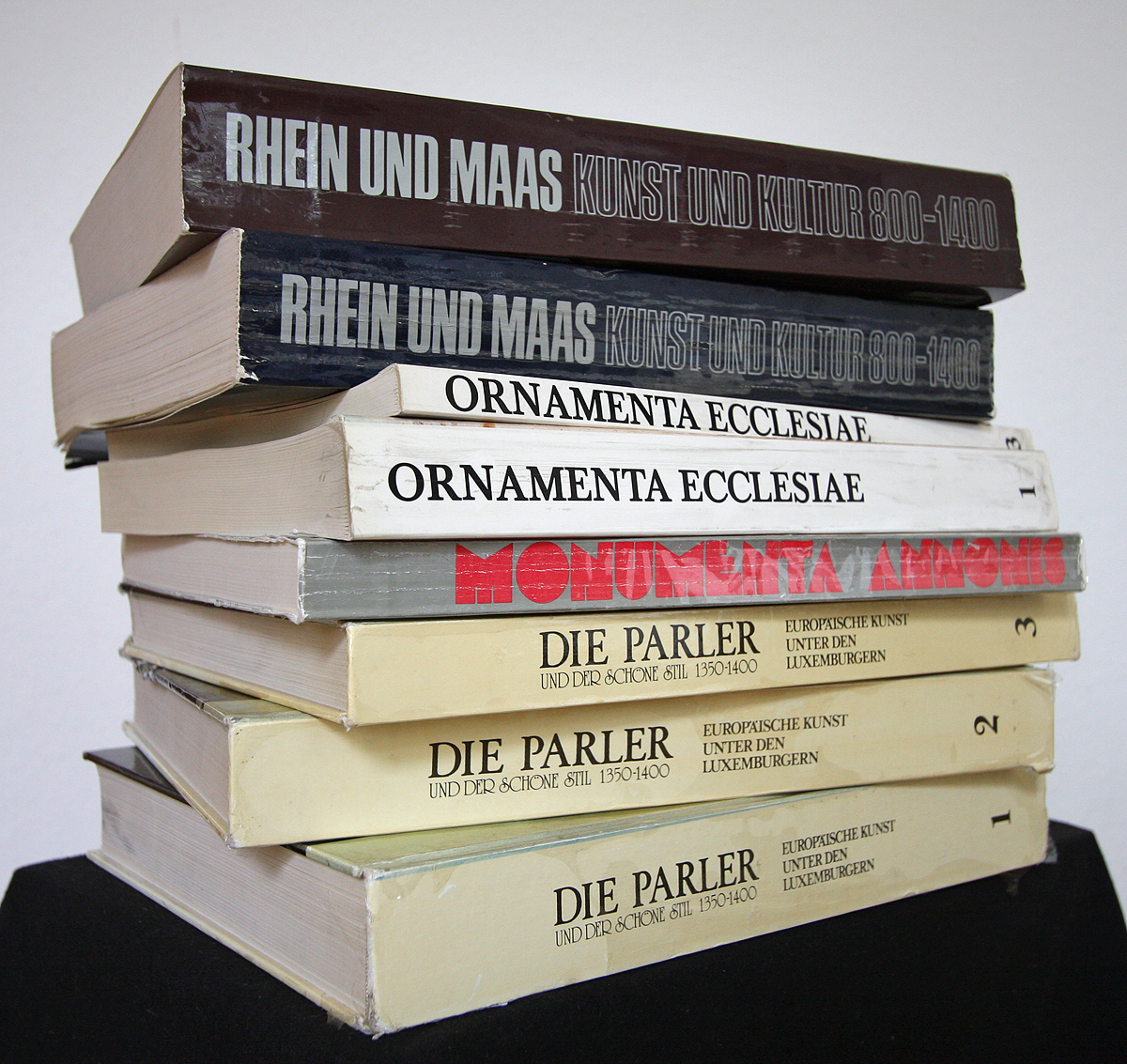
Ausstellungskataloge der großen Sonderausstellungen des Museum Schnütgen

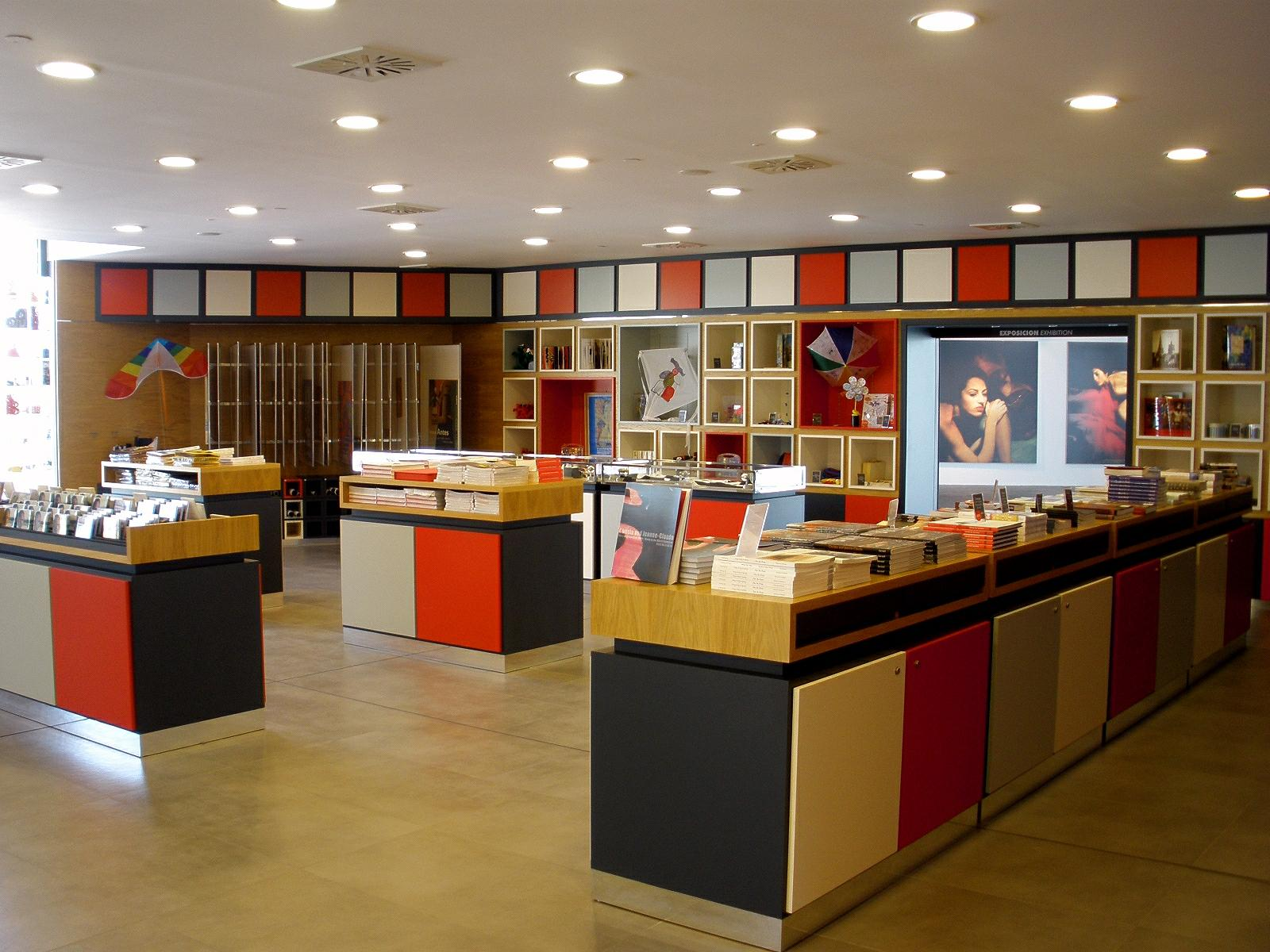
Museumsshop, der Ausstellungskataloge verkauft

Der Ausstellungskatalog ist ein Druckerzeugnis in Form einer Auflistung mit Erläuterungen dessen, was bei einer Ausstellung gezeigt wird. Er kann in Inhalt und Format variieren, von einer reinen Liste über den Bildband mit Essays oder Erläuterungen, Katalogteil und sachbezogenen Anzeigen bis hin zum aufwendigen Coffee Table Book.
Prinzipiell sind je nach Ausstellungszweck zwei Grundtypen von Katalogen zu unterscheiden. Es können unverkäufliche Ausstellungsobjekte mit dem Ziel der öffentlichen Bildung (beispielsweise in der Museumspädagogik) oder zum Verkauf stehende Exponate aufgeführt sein. Manche Kataloge verbinden beide Zweckbestimmungen miteinander. Ausstellungskataloge aller dieser Formen sind seit dem 19. Jahrhundert bekannt. Für die Forschung können sie einen hochgradigen Quellenwert besitzen, da sie über neue Entwicklungen auf vielen Themengebieten und werkbezogene Angaben informieren. Herausgeber von Ausstellungskatalogen sind in vielen Fällen museale Einrichtungen, Stiftungen, Künstlervereinigungen, Kunsthändler, Vereine zum Betreiben einer ganz bestimmten Ausstellung, gewerbliche Unternehmen der Ausstellungsbranche und öffentlich-rechtliche Körperschaften.
Üblicherweise präsentieren Ausstellungskataloge heute Farbfotografien aller Ausstellungsstücke sowie weiterer relevanter Materialien, auch wenn diese nicht in der Ausstellung gezeigt werden. Ein sogenannter „Katalogteil“ beschreibt die dargestellten Ausstellungsstücke formal. Im Kunstbereich gibt es oftmals ausführliche Essays zu relevanten, auch übergeordneten Fragestellungen, eine Bibliografie und einen kritischen Apparat. Umfangreichere Katalogprojekte können als mehrbändige Publikation erscheinen, typisch ist dann jedoch ein Katalog- und ein Erläuterungsband.
Die Verbilligung der Vierfarb-Druckverfahren in den 1960er Jahren veränderte auch die Begleitmaterialien für museale Ausstellungen. Die Kataloge der Museen für ihre Sonderausstellungen sind heute oftmals um einiges ausführlicher als die Kataloge der Dauerausstellungen. Sie werden als broschierte oder als Hardcover-Ausgabe verkauft, die preislich etwa 15 % über der Broschurausführung liegen kann. Die Aufträge zur Produktion von Katalogen für Ausstellungen in öffentlich geförderten Museen werden üblicherweise mittels eines öffentlichen Ausschreibungsverfahrens vergeben.
Vertrieben werden Ausstellungskataloge von den Veranstaltern der Ausstellungen in deren Servicebereichen, in Museumsshops und über den Buchhandel. Je nach Zielsetzung und Finanzierung der jeweiligen Ausstellung sind sie käuflich erhältlich oder kostenfrei.
Urheberrechtlich unterliegen die abgebildeten Kunstwerke der sog. Katalogbildfreiheit.

## Galerie

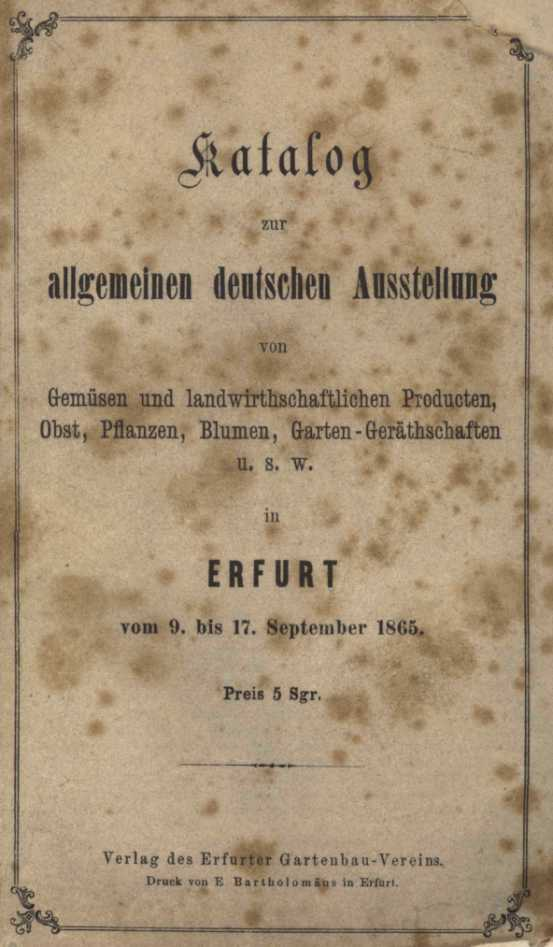
Katalog einer Gartenbauausstellung von 1865, Erfurt
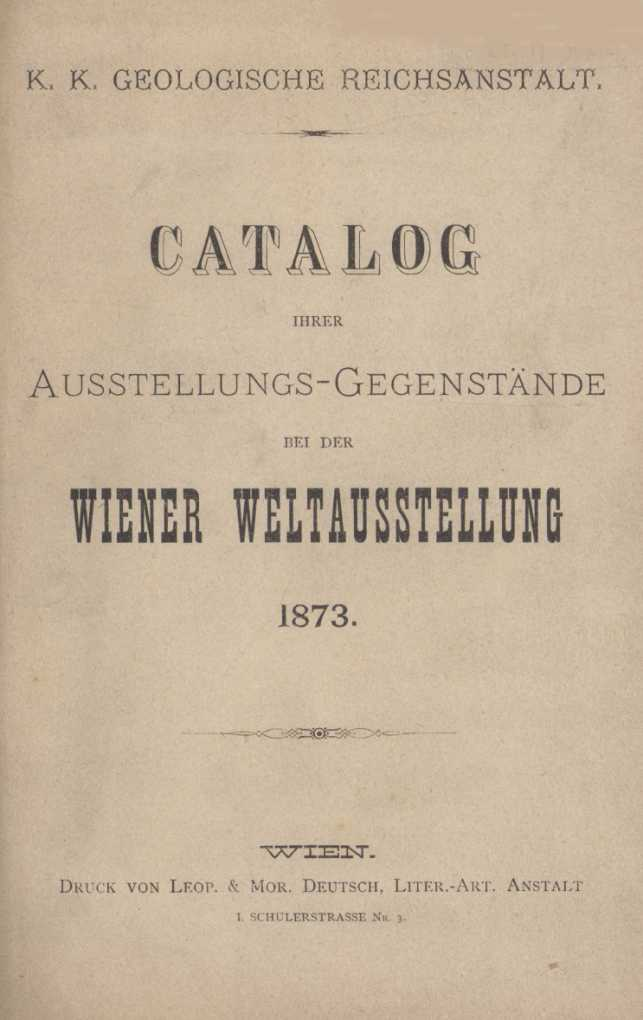
Ausstellungskatalog der k.k. geologischen Reichsanstalt aus dem Jahre 1873, Wien
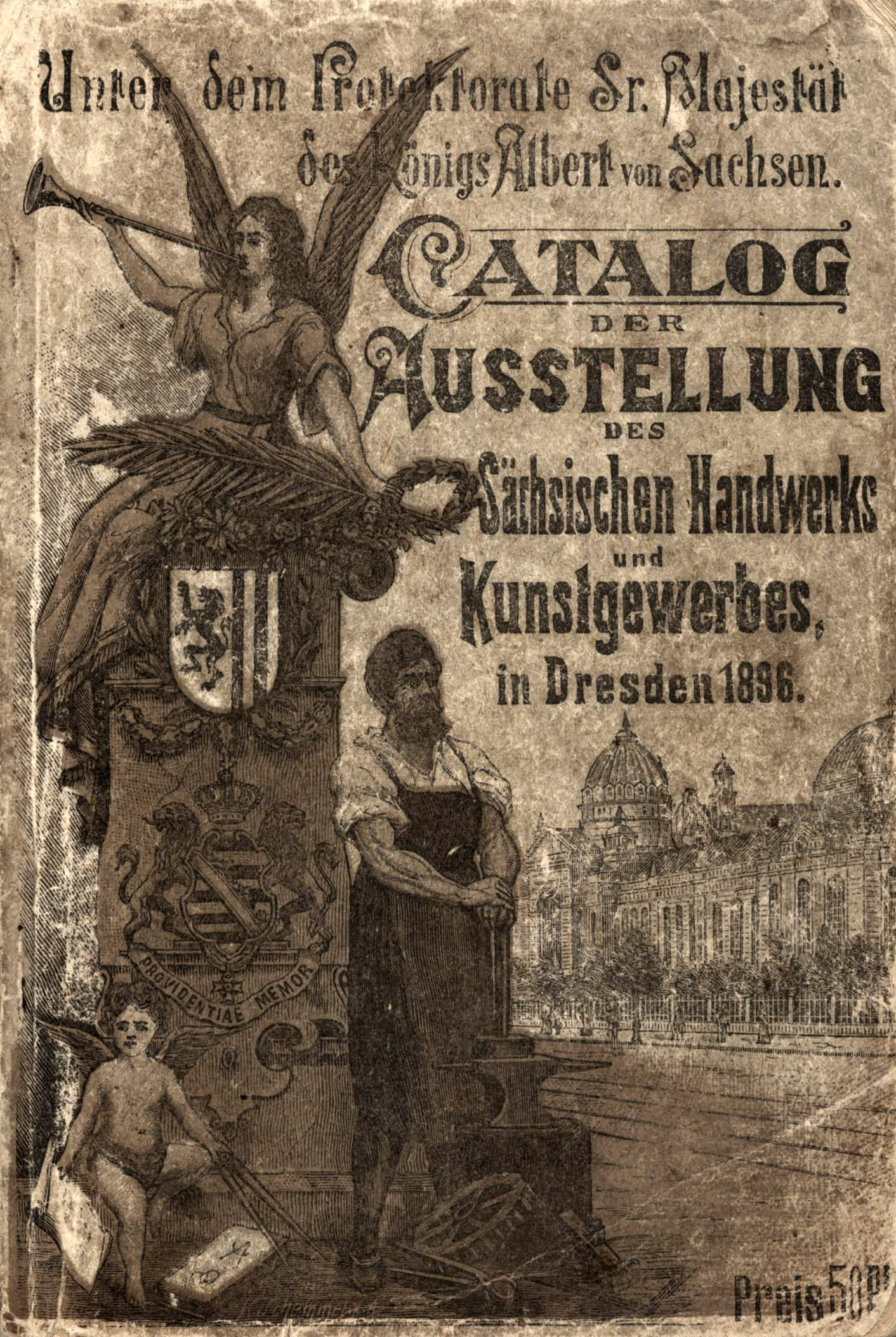
Katalog einer Gewerbeausstellung aus dem Jahre 1896, Dresden
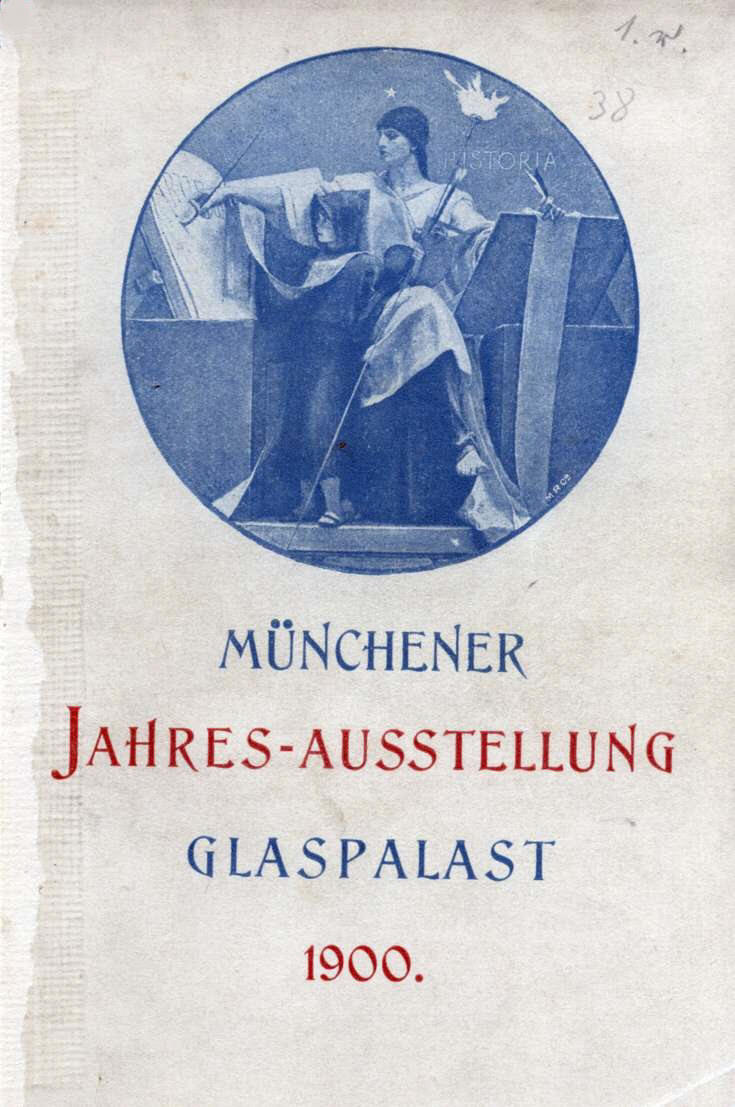
Katalog einer Kunstausstellung von 1900, München
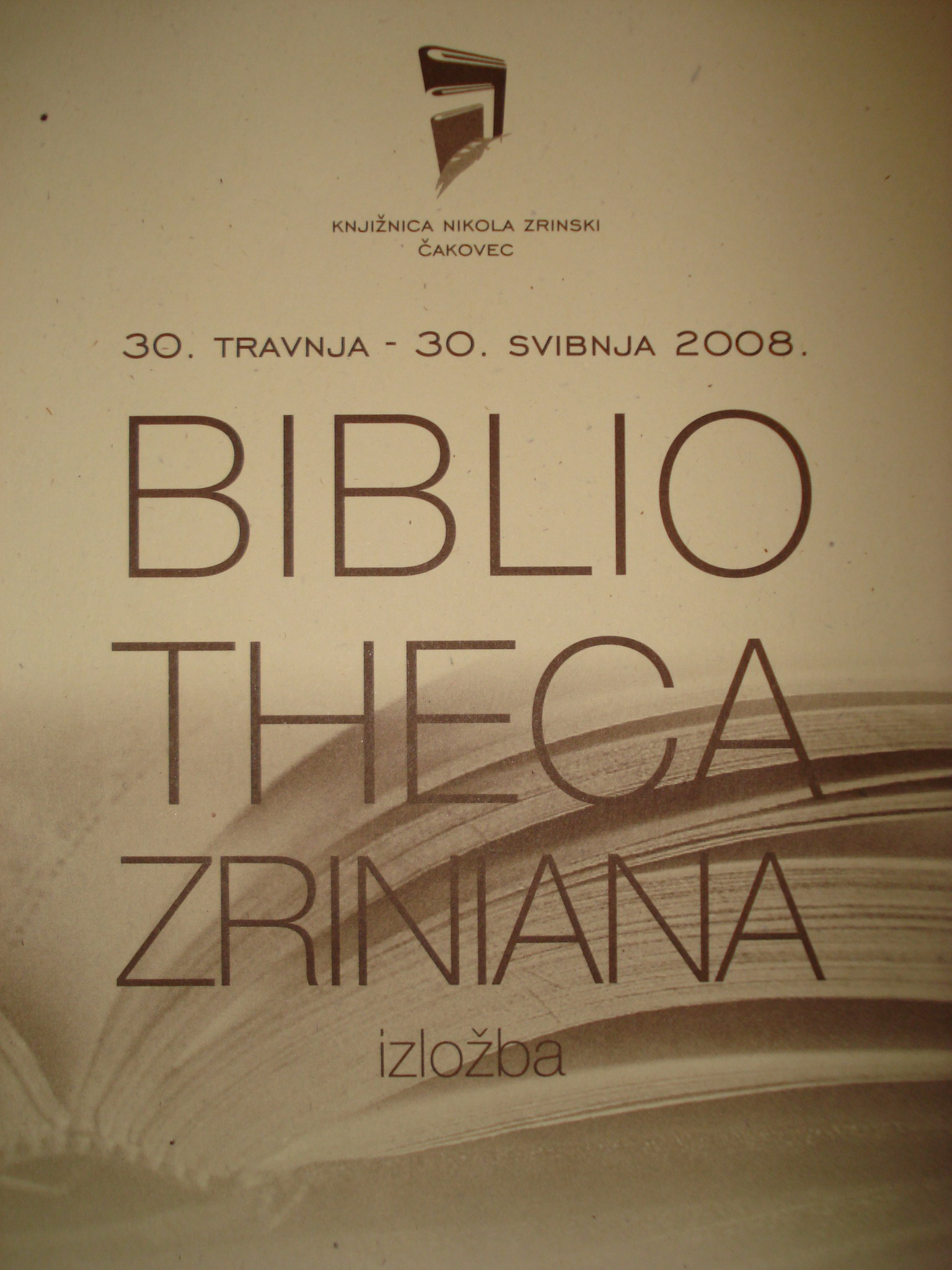
Katalog einer Buchausstellung der Bibliotheca Zriniana, der Bücherei des kroatischen Banus und Dichters Nikola Zrinski aus 1662, die 2008 in Čakovec stattfand